# 1886 (numero)
Milleottocentottantasei (1886) è il numero naturale dopo il 1885 e prima del 1887.

## Proprietà matematiche
- È un numero pari.
- È un numero composto da 8 divisori: 1, 2, 23, 41, 46, 82, 943, 1886. Poiché la somma dei suoi divisori (escluso il numero stesso) è 1138 < 1886, è un numero difettivo.
- È un numero sfenico.
- È un numero di Harshad nel sistema numerico decimale, cioè è divisibile per la somma delle sue cifre.
- È un numero palindromo nel sistema posizionale a base 3 (2120212).
- È un numero ondulante nel sistema posizionale a base 9 (2525).
- È un numero congruente.
- È un numero malvagio.
- È un numero intero privo di quadrati.
- È parte delle terne pitagoriche (414, 1840, 1886), (1152, 1886, 2210), (1886, 21648, 21730), (1886, 38640, 38686), (1886, 889248, 889250).

## Astronomia
- 1886 Lowell è un asteroide della fascia principale del sistema solare.

## Astronautica
- Cosmos 1886 è un satellite artificiale russo.